# Janka Oertel
Janka Oertel (* 29. April 1983 in Kiel) ist eine deutsche Politikwissenschaftlerin und Sinologin. Sie ist Direktorin des Asienprogramms sowie Senior Policy Fellow beim European Council on Foreign Relations.

## Werdegang
Oertel studierte Politikwissenschaft und Sinologie an der Christian-Albrechts-Universität zu Kiel. Als Carlo-Schmid-Stipendiatin absolvierte sie 2004/2005 ein Praktikum im Sekretariat der Vereinten Nationen in New York. Von 2008 bis 2011 arbeitete Oertel als Gastwissenschaftlerin an der Stiftung Wissenschaft und Politik. 2014 wurde Oertel bei Manuel Fröhlich an der Universität Jena mit einer Dissertation zur chinesischen Politik innerhalb der Vereinten Nationen zur Dr. phil. promoviert.
Ab 2012 fungierte sie bei der Körber-Stiftung als Programm-Managerin im Bereich Internationale Politik. 2017 wechselte sie zum German Marshall Fund, wo sie im Berliner Büro als Senior Fellow im Asia Program agierte und sich dabei auf die transatlantische China-Politik, einschließlich aufstrebender Technologien, chinesischer Außenpolitik und Sicherheit in Ostasien konzentrierte. Seit Dezember 2019 ist sie Direktorin des Asienprogramms und Senior Policy Fellow beim European Council on Foreign Relations.
Oertel hat zahlreiche Veröffentlichungen zu Themen im Zusammenhang mit den Beziehungen zwischen der EU und China, den Beziehungen zwischen den USA und China, der Sicherheit im asiatisch-pazifischen Raum, der chinesischen Außenpolitik, 5G und neuen Technologien sowie der Klimakooperation publiziert. Sie wurde als Sachverständige beim United States Senate Committee on Foreign Relations und dem Deutschen Bundestag befragt und wird häufig in führenden Medien wie der Financial Times, der New York Times, The Economist, der Süddeutschen Zeitung, El Confidencial, Berlingske und vielen anderen zitiert. Wiederholt war sie Gast in Talkshows wie zum Beispiel Markus Lanz, Anne Will und Maybrit Illner oder wurde als China-Expertin z. B. im heute-journal befragt.

## Rezensionen
Kai Strittmatter urteilte in der Süddeutschen Zeitung, Oertels 2023 im Piper Verlag erschienenes Buch über die Politik Chinas erscheine gerade noch zu rechten Zeit. Oertel räume in dem Buch, dessen Hauptadressat das Kanzleramt sei, mit einem falschen, beschönigenden Chinabild auf. Es habe sich zwar laut Strittmatter herumgesprochen, dass China sich neben dem Klimawandel zur größten Gefahr für ein demokratisches Europa entwickle; es passiere allerdings viel zu wenig.
Sven Hauberg diskutierte ihr Buch in der Frankfurter Rundschau mit Oertels und ließ sich erläutern, warum Chinas Politik auch für Deutsche Konsequenzen hat und warum nicht alle daraus resultierenden Risiken eliminiert werden können. Christian Rabhansl besprach in Deutschlandfunk Kultur ihr Buch mit Oertel und diskutierte, warum Peking kein verlässlicher Partner sei, sondern auf Kontrolle setze und beabsichtige, künftig nicht nur wirtschaftlich globale Standards zu setzen. In DAS! erläuterte Oertel im Interview ihr Buch und Deutschland und Europa neue Antworten finden müssten, um nicht abgehängt zu werden. Auch in der Sendung ttt – titel, thesen, temperamente wird Oertels Buch diskutiert und festgestellt, warum für Deutschlands Wirtschaft in Bezug auf China der Preis zu hoch sei: Menschenrechte würden gegen Wirtschaftsinteressen stehen. Der Schweizer Diplomat Tim Guldimann erörterte zusammen mit Wolfgang Ischinger in seinem Podcast „Debatte zu Dritt“ Oertels Buch in Bezug auf die Frage nach einer europäischen Antwort auf die chinesische Herausforderung.

## Publikationen
- Ende der China-Illusion: Wie wir mit Pekings Machtanspruch umgehen müssen. Piper Verlag, München 2023, ISBN 978-3-492-05815-5.
- Strategische Souveränität? Europäische Handlungsfähigkeit und die neue Systemrivalität. In: Siegfried Russwurm, Joachim Lang: Die europäische Alternative : unser Weg in Zeiten des globalen Umbruchs. Herder Freiburg 2021. ISBN 978-3-451-39071-5.
- China and the United Nations. Chinese UN Policy in the Areas of Peace and Development in the Era of Hu Jintao. (Dissertation). Nomos Verlagsgesellschaft, Baden-Baden 2014. ISBN 978-3-8487-1129-1 (eingeschränkte Vorschau).